# Peter Melander
Peter Melander, Graaf van Holzappel (Niederhadamar, 8 februari 1589 - Augsburg, 17 mei 1648) was een vooraanstaande veldheer in de Dertigjarige Oorlog. Hij was de opperbevelhebber van de keizerlijke troepen van 1647 tot zijn dood. 

## Afkomst, familie en nakomelingen
Peter Melander werd als Peter Eppelmann op 8 februari 1589 in Niederhadamar als zoon van een boer geboren. Na de dood van zijn vader in 1592 kwam Peter Eppelmann bij zijn kinderloze oom Jan, een secretaris van prins Maurits van Oranje in de Nederlanden. Zijn oom had de familienaam Eppelmann in het Griekse "Melander" vertaald en Peter nam de naam van zijn oom aan. Jan Melander slaagde erin de familie 1606 te laten verheffen tot de ridderstand. Daarna namen ze de naam "von Holzappel" aan van het uitgestorven geslacht "Holzappel von Voitsburg-Selzberg". 
Peter Melander huwde in 1638 gravin Agnes von Effern († 1656). Bij haar had hij zijn enige kind: Elisabeth Charlotte, de latere gravin van Holzappel-Schaumburg. Zij huwde vorst Adolf van Nassau-Dillenburg en werd daardoor vorstin Elisabeth Charlotte van Nassau-Schaumburg.

## Militaire loopbaan
De eerste stappen in zijn militaire carrière deed de streng protestants opgevoede Melander in het Staatse Leger. In 1615 trad hij in Venetiaanse dienst, waar hij in de Uskokoorlog streed. In 1620 commandeerde hij als kolonel een Zwitsers regiment in Bazel.
Vervolgens vocht hij in de Veltliner Oorlog (1620-1622) en in de Mantuaanse Successieoorlog (1628-1631). Het eerste hoogtepunt van zijn militaire loopbaan bereikte hij in 1633 met zijn benoeming tot luitenant-generaal en geheim raadsheer van landgraaf Willem V van Hessen-Kassel. Landgraaf Willem was een bondgenoot van Zweden en daardoor streed Peter Melander met zijn Hessische troepen tegen het keizerlijke leger.
Op 28 juni 1633 voerde hij in de Slag bij Oldendorf het centrum van de protestantse strijdkrachten aan en leverde hij een grote bijdrage aan de overwinning op het keizerlijke leger. Vervolgens bracht hij dit leger ook gevoelige nederlagen toe in Westfalen: op 26 mei 1634 de inname van Hamm en op 27 juni 1634 de overwinning op troepen van de katholieke Liga. Na de dood van landgraaf Willem (herfst 1637) vervolgde zijn weduwe landgravin Amalia Elisabeth van Hanau-Münzenberg de anti-Habsburgse politiek. Peter Melander was het echter met deze politiek niet eens en legde in juli 1640 het opperbevel over de Hessische troepen neer, waarna de keizer toenadering tot hem zocht.
Eerst trad hij in dienst van paltsgraaf Wolfgang Willem van Palts-Neuburg, maar al snel daarna, nog in het jaar 1640 trad hij in dienst van de keizer. Op 23 december 1641 werd Peter Melander tot rijksgraaf van Holzappel verheven en werd hem het opperbevel in Westfalen toevertrouwd. Op 15 februari 1642 ontving hij het patent als keizerlijk veldmaarschalk. Hij woonde na ontslag uit Hessische dienst op aanwijzing van paltsgraaf Wolfgang Willem, de hertog van Gulik en Berg op Angerort bij Duisburg. Als leen van Berg verwierf hij in 1642 de burcht Lülsdorf bij Niederkassel. 
Pas na de inval van Karel Gustaaf Wrangel in Westfalen in 1645, nam hij weer een militair commando op zich. Hij bezette op 30 november 1646 Paderborn en kreeg na de dood van Matthias Gallas het opperbevel over alle keizerlijke troepen. In juli 1647 voerde hij die troepen aan in de veldtocht naar Bohemen. Daar verenigden zij zich met de Beierse troepen onder Joost Maximiliaan van Bronckhorst-Gronsfeld. Onenigheid tussen beide generaals leidde al snel tot een nieuwe scheiding van de twee legers. Melander belegerde Marburg en kon de stad met uitzondering van het slot in december 1647 innemen. De verliezen tijdens het beleg waren echter zwaar. Op 28 december liet de Hessische commandant van het slot, Johan George Stauff, zijn geschut op het huis van de apotheker Seip vuren, waar Melander net aan tafel wilde gaan. Hij werd door een kapotgeschoten balk zwaar gewond terwijl het hoofd van de schildwacht voor de deur er af geschoten werd. 

### Laatste slag en dood
De troepen van Melander trokken zich terug in de richting van de Donau (januari 1648) en werden in de omgeving van het dorp Zusmarshausen bij Augsburg door een Zweeds-Frans leger onder Karel Gustaaf Wrangel en Turenne verrast. Melander, die zich in het krijgsgewoel had gestort werd door twee schoten getroffen. Hij overleed op 17 mei 1648 in Augsburg aan de gevolgen van de verwondingen die hij had opgelopen in de slag bij Zusmarshausen. Hij werd bijgezet in het vorstengraf ("Melandergruft") van de evangelische Johanneskerk in Esten (Holzappel).

## Verwerving van de heerlijkheid Holzappel
Rijk geworden door zijn functies in de Dertigjarige Oorlog kocht Peter Melander in 1643 voor  64.000 daalders de heerlijkheid Esterau van vorst Johan Lodewijk van Nassau-Hadamar, die grote financiële problemen had. Keizer Ferdinand III verhief de kleine heerlijkheid kort daarop tot het "vrije rijksonmiddelbare graafschap Holzappel", als dank voor zijn verdiensten als keizerlijk legerbevelhebber. Daardoor werd Melander lid van het college van Wetterauisches Rijksgraven.
Peter Melander liet een vermogen na, wat zijn vrouw Agnes in staat stelde om in 1656 de heerlijkheid en het slot Schaumburg te verwerven en deze met het graafschap Holzapfel tot het graafschap Holzappel-Schaumburg te verenigen. Melanders dochter Elisabeth Charlotte doopte de hoofdplaats Esten in 1685 om in Holzappel.